# Erich Schönfelder
Erich Eduard Josef Schönfelder (* 23. April 1885 in Frankfurt/Main; † 5. Mai 1933 in Berlin) war ein deutscher Schauspieler und Filmregisseur.

## Leben
Schönfelder begann schon als 18-Jähriger seine Schauspieler-Karriere, die er zunächst in einem Tourneetheater, dann, ab 1920, in der deutschen Hauptstadt verfolgte. Dort hat er, wie er selbst Auskunft gab, „an nicht weniger als sieben Berliner Theatern [...] als Komiker gewirkt“ und sich „dabei, wie ich glaube, einen guten Namen geschaffen.“ Erste Drehbücher verfasste er mit Ernst Lubitsch und Hanns Kräly, dann holte ihn Paul Davidson auch als Darsteller zum Film, wo er zunächst in komischen Rollen mitwirkte.
Der Produzent Paul Heidemann setzte Schönfelder ab 1920 als Filmregisseur ein. Mit der damals sehr populären Ossi Oswalda als Hauptdarstellerin verzeichnete er bald einige Kassenerfolge. Schönfelder spezialisierte sich auf eher schlichte Unterhaltungsfilme wie Militärpossen, Verwechslungskomödien und andere Lustspiele. Ein großer Erfolg war in diesem Genre der Film Prinzessin Trulala mit Lilian Harvey. Aber mit der Verfilmung des Gerhart-Hauptmann-Dramas Der Biberpelz beschäftigte er sich auch mit einem künstlerisch anspruchsvollen Stoff.

## Filmografie

### Regie
| - 1919: Das Mädchen aus dem wilden Westen - 1920: Die rote Katze - 1920: Fakir der Liebe - 1920: Kakadu und Kiebitz - 1920: Putschliesel - 1920: Rolf inkognito - 1921: Der Stier von Olivera - 1921: Ein Erpressertrick - 1922: Die fünf Frankfurter - 1922: Im Kampf mit dem unsichtbaren Feind - 1922: Miss Rockefeller filmt - 1922: Papa kann's nicht lassen - 1923: Im Namen des Königs - 1924: Der geheime Agent - 1924: Gehetzte Menschen - 1925: Der Liebeskäfig - 1925: Die Frau mit dem Etwas - 1925: Luxusweibchen - 1926: Der Feldherrnhügel (gemeinsam mit Hans Otto Löwenstein; der Autor des Stücks Alexander Roda Roda spielte die Hauptrolle des Korpskommandanten) - 1926: Prinzessin Trulala - 1926: Vater werden ist nicht schwer… (nach: Mein erstes Abenteuer von Ernst von Wolzogen) - 1927: Das Schicksal einer Nacht | - 1927: Der Soldat der Marie - 1927: Die rollende Kugel - 1927: Im Luxuszug - 1927: Wie heirate ich meinen Chef? - 1927: Das Fräulein von Kasse 12 - 1928: Der Biberpelz - 1928: Der Ladenprinz - 1928: Aus dem Tagebuch eines Junggesellen - 1929: Kehre zurück! Alles vergeben! - 1929: Trust der Diebe - 1929: Fräulein Lausbub - 1930: Gehetzte Mädchen - 1931: Das Geheimnis der roten Katze - 1931: Der Liebesarzt - 1931: Der Nächste, bitte! - 1931: Ein ausgekochter Junge - 1931: In Wien hab' ich einmal ein Mädel geliebt - 1931: Schön ist die Manöverzeit - 1932: Kampf - 1932: Aus einer kleinen Residenz - 1932: Zu Befehl, Herr Unteroffizier |

### Schauspieler (Auswahl)
| - 1915: Die Klabriaspartie - 1916: Die silberne Kugel - 1916: Dr. Satansohn - 1916: Schuhpalast Pinkus - 1917: Hoheit Radieschen - 1917: Prinz Sami - 1917: Das fidele Gefängnis - 1917: Der Golem und die Tänzerin - 1918: Der Rodelkavalier | - 1919: Die beiden Gatten der Frau Ruth - 1919: Meyer aus Berlin - 1920: Rolf inkognito - 1921: Ein Erpressertrick - 1921: Papa kann’s nicht lassen - 1924: Gehetzte Menschen - 1925: Kampf um die Scholle - 1928: Der Kampf der Tertia - 1930: Der Greifer |

### Drehbuchautor (Auswahl)
| - 1916: Schuhpalast Pinkus (Co-Autor Hanns Kräly) - 1916: Die Klabriaspartie - 1917: Ossi’s Tagebuch (Co-Autor Ernst Lubitsch) - 1917: Wenn vier dasselbe tun (Co-Autor Ernst Lubitsch) - 1917: Der Blusenkönig - 1917: Käsekönig Holländer - 1918: Der Rodelkavalier (Co-Autor Ernst Lubitsch) - 1918: Das Mädel vom Ballett - 1919: Meine Frau, die Filmschauspielerin (Co-Autoren Hanns Kräly und Ernst Lubitsch) - 1919: Das Mädchen aus dem wilden Westen | - 1919: Meyer aus Berlin (Co-Autor Hanns Kräly) - 1920: Kakadu und Kiebitz (Co-Autor Tyll Uhl) - 1920: Putschliesel (Co-Autor Tyll Uhl) - 1921: Amor am Steuer (Co-Autor Ludwig Tell, Story Erich Friesen) - 1921: Der Stier von Olivera (Co-Autor Dimitri Buchowetzki, nach einem Stück von Heinrich Lilienfein) - 1921: Ein Erpressertrick (Co-Autor Georg Schmidt-Rudow) - 1921: Papa kann’s nicht lassen (Co-Autor Alfred Fekete) |